# Halo in a Haystack
Halo in a Haystack es el primer álbum de la banda de metalcore Converge. Fue lanzado en 1994 a través de Earthmaker Records.

## Visión general
Para financiar la realización del disco, el vocalista Jacob Bannon ahorró dinero trabajando en un asilo de ancianos. El álbum fue lanzado como un vinilo negro y no está disponible en ningún otro formato. Solo se hicieron 1.000 copias de esta grabación y el disco no se ha vuelto a reeditar desde entonces. Sin embargo, todas las pistas del disco, con excepción de la novena pista «Exhale», se pueden encontrar en recopilaciones posteriores de Converge como Caring and Killing de 1995 y Unloved and Weeded Out de 2003.

## Lista de canciones
Todas las letras escritas por Converge, toda la música compuesta por Converge. 
| N.º | Título                  | Duración |  |
| 1.  | «Shallow Breathing»     | 1:56     |  |
| 2.  | «I Abstain»             | 3:12     |  |
| 3.  | «Two Day Romance»       | 3:34     |  |
| 4.  | «Becoming a Stranger»   | 4:07     |  |
| 5.  | «Divinity»              | 4:16     |  |
| 6.  | «Fact Leaves Its Ghost» | 2:29     |  |
| 7.  | «Antithesis»            | 5:25     |  |
| 8.  | «Down»                  | 4:59     |  |
| 9.  | «Exhale»                | 3:44     |  |
| 10. | «Undo»                  | 2:18     |  |

## Créditos
| Converge - Jacob Bannon: voz - Kurt Ballou: guitarra líder - Aaron Dalbec: guitarra rítmica - Jeff Feinburg: bajo - Damon Bellorado: batería Músicos de sesión - Erik Ralston: bajo (pistas 8 y 9) Ilustraciones y diseño - John Murray: portada - Tre McCarthy: fotografía |